# Orange-Book-Urteil
Das Orange-Book-Urteil des Bundesgerichtshofs vom 6. Mai 2009 ist ein wichtiges Urteil zur Wechselwirkung zwischen Patentrecht und Kartellrecht.

## Sachverhalt
Als Inhaberin eines Grundlagenpatents für den Orange-Book-Standard zur Herstellung von CD-R und CD-RW nahm die Koninklijke Philips Electronics N.V. die Beklagten, die solche CDs ohne Lizenzierung durch die Klägerin vertrieben, auf Unterlassung, Auskunft und Herausgabe von patentverletzenden Gegenständen zum Zwecke der Vernichtung sowie auf Feststellung ihrer Schadenersatzpflicht in Anspruch. Die Beklagten wandten ein, die Klägerin habe die marktbeherrschende Stellung (§ 20 Abs. 1 GWB), die ihr das Patent verschaffe, missbraucht, indem sie von den Beklagten überhöhte Lizenzgebühren fordere, anderen Unternehmen jedoch günstigere Konditionen einräume. Die Klage hatte gleichwohl in allen drei Instanzen Erfolg.

## Zusammenfassung des Urteils
Zwar ließ der Bundesgerichtshof den kartellrechtlichen „Zwangslizenzeinwand“ gegenüber dem Unterlassungsbegehren aus dem Patent grundsätzlich zu. Die Lizenzierungspraxis eines marktbeherrschenden Patentinhabers unterliege der kartellrechtlichen Missbrauchskontrolle. Der marktbeherrschende Patentinhaber dürfe ein Unternehmen nicht dadurch diskriminieren, dass er von ihm ohne sachlichen Grund höhere Lizenzgebühren als von anderen fordere. Sonst sei ihm die Durchsetzung seines patentrechtlichen Unterlassungsanspruchs verwehrt, weil diese genau so missbräuchlich sei wie die Weigerung, den angebotenen Lizenzvertrag abzuschließen.
Das gebe dem diskriminierten Unternehmen allerdings nicht das Recht, die Erfindung bis auf weiteres ohne Gegenleistung zu benutzen. Vielmehr müsse es sich mit Beginn der Benutzung des Patents so behandeln lassen, als habe der Patentinhaber den ihm angebotenen Lizenzvertrag bereits angenommen. Entsprechende Lizenzgebühren seien regelmäßig abzurechnen und an den Patentinhaber auszuzahlen oder zumindest zu seinen Gunsten zu hinterlegen. Andernfalls sei der Patentinhaber nicht gehindert, die Patentverletzung gerichtlich untersagen lassen.
So sei es in dem zu entscheidenden Fall. Die Beklagten hätten die nach ihrer Ansicht geschuldeten Lizenzgebühren von 3 % nie abgerechnet und für die Klägerin hinterlegt. Ob deren Forderung höherer Lizenzgebühren als Missbrauch ihrer marktbeherrschenden Stellung zu werten sei, habe unter diesen Umständen unentschieden bleiben können.